# Elna Reinach
Elna Reinach (2 de diciembre de 1968) es una tenista profesional sudafricana, retirada de la actividad.
Junto a Patrick Galbraith ganó el Abierto de Estados Unidos en la categoría dobles mixto en 1994. Participó en los Juegos Olímpicos de Barcelona 1992, donde perdió en la primera ronda ante Jennifer Capriati. Reinach fue finalista del Torneo de Roland Garros 1993 con Danie Visser.

## Finales de Grand Slam

### Dobles mixto (1 título, 1 subtítulo)
| Resultado | No. | Fecha                    | Torneo         | Superficie    | Compañero         | Oponentes                          | Marcador      |
| Finalista | 1.  | 6 de junio de 1993       | Francia        | Tierra batida | Danie Visser      | Andrei Olhovskiy Eugenia Maniokova | 2–6, 6–4, 4–6 |
| Campeona  | 2.  | 11 de septiembre de 1994 | Estados Unidos | Dura          | Patrick Galbraith | Todd Woodbridge Jana Novotná       | 6–2, 6–4      |

## Finales de WTA

### Sencillos 2 (1–1)
| Leyenda: Antes de 2009 | Leyenda: Empezando en 2009 |
| ---------------------- | -------------------------- |
| Grand Slam (0/0)       |                            |
| Torneos de WTA (0/0)   |                            |
| Tier I (0/0)           | Premier (0/0)              |
| Tier II (0/0)          | Premier 5 (0/0)            |
| Tier III (0/0)         | Premier (0/0)              |
| Tier IV & V (1/1)      | Internacional (0/0)        |

| Resultado | N.º | Fecha                | Torneo         | Superficie | Oponente         | Marcador |
| --------- | --- | -------------------- | -------------- | ---------- | ---------------- | -------- |
| Finalista | 1.  | 20 de agosto de 1989 | Estados Unidos | Dura       | Lori McNeil      | 1–6, 3–6 |
| Campeona  | 2.  | 7 de febrero de 1993 | Nueva Zelanda  | Dura       | Caroline Kulhman | 6–0, 6–0 |

### Dobles 19 (10–9)
| Resultado | N.º | Fecha                   | Torneo         | Superficie    | Compañera          | Oponentes                               | Marcador      |
| --------- | --- | ----------------------- | -------------- | ------------- | ------------------ | --------------------------------------- | ------------- |
| Finalista | 1.  | 28 de julio de 1986     | Estados Unidos | Dura          | Amy Holton         | Beth Herr Alycia Moulton                | 1–6, 2–6      |
| Finalista | 2.  | 16 de octubre de 1988   | Alemania       | Alfombra      | Raffaella Reggi    | Iwona Kuczyńska Martina Navratilova     | 1–6, 4–6      |
| Campeona  | 3.  | 20 de agosto de 1989    | Estados Unidos | Dura          | Nicole Provis      | Raffaella Reggi Arantxa Sánchez Vicario | 4–6, 6–4, 6–2 |
| Finalista | 4.  | 15 de octubre de 1989   | Alemania       | Alfombra      | Raffaella Reggi    | Gigi Fernández Robin White              | 4–6, 6–7      |
| Finalista | 5.  | 22 de octubre de 1989   | Francia        | Dura          | Raffaella Reggi    | Manon Bollegraf Catherine Tanvier       | 6–7, 5–7      |
| Campeona  | 6.  | 20 de mayo de 1990      | Alemania       | Tierra batida | Nicole Provis      | Hana Mandlíková Jana Novotná            | 6–2, 6–1      |
| Campeona  | 7.  | 27 de mayo de 1990      | Francia        | Tierra batida | Nicole Provis      | Kathy Jordan Liz Smylie                 | 6–1, 6–4      |
| Finalista | 8.  | 12 de mayo de 1991      | Italia         | Tierra batida | Nicole Provis      | Jennifer Capriati Monica Seles          | 5–7, 2–6      |
| Finalista | 9.  | 20 de mayo de 1991      | Alemania       | Tierra batida | Nicole Provis      | Larisa Savchenko Natalia Zvereva        | 3–6, 3–6      |
| Finalista | 10. | 16 de junio de 1991     | Inglaterra     | Césped        | Sandy Collins      | Nicole Provis Liz Smylie                | 3–6, 4–6      |
| Finalista | 11. | 3 de noviembre de 1991  | Estados Unidos | Dura          | Sandy Collins      | Mareen Harper Cammy MacGregor           | 5–7, 6–3, 3–6 |
| Campeona  | 12. | 10 de noviembre de 1991 | Estados Unidos | Dura          | Sandy Collins      | Yayuk Basuki Caroline Vis               | 5–7, 6–4, 7–6 |
| Campeona  | 13. | 24 de mayo de 1992      | Suiza          | Tierra batida | Amy Frazier        | Karina Habšudová Marianne Werdel        | 7–5, 6–2      |
| Finalista | 14. | 14 de junio de 1992     | Inglaterra     | Césped        | Sandy Collins      | Lori McNeil Rennae Stubbs               | 7–5, 3–6, 6–8 |
| Campeona  | 15. | 1 de noviembre de 1992  | Puerto Rico    | Dura          | Amanda Coetzer     | Gigi Fernández Kathy Rinaldi            | 6–2, 4–6, 6–2 |
| Campeona  | 16. | 14 de noviembre de 1992 | Estados Unidos | Dura (i)      | Katrina Adams      | Sandy Collins Mary-Lou Daniels          | 5–7, 6–2, 6–4 |
| Campeona  | 17. | 7 de febrero de 1993    | Nueva Zelanda  | Dura          | Isabelle Demongeot | Jill Hetherington Kathy Rinaldi         | 6–2, 6–4      |
| Campeona  | 18. | 6 de noviembre de 1994  | Canadá         | Alfombra      | Nathalie Tauziat   | Linda Wild Chanda Rubin                 | 6–4, 6–3      |
| Campeona  | 19. | 5 de febrero de 1995    | Nueva Zelanda  | Dura          | Jill Hetherington  | Laura Golarsa Caroline Vis              | 7–6, 6–2      |